# Stormwarrior
Stormwarrior är ett tyskt power metal-band som bildades 1998 av sångaren och gitarristen Lars Ramcke och trumslagaren Andre Schumann. Senare samma år anslöt sig också gitarristen Scott Bolter och basisten Tim Zienert till bandet. Bandet har influenser från 1980-talets heavy metal-scen men främst från andra tyska power metal-band som till exempel Helloween, Gamma Ray och speed metal-bandet Running Wild. Bandets texter har ofta teman som vikingatiden och asatro.
Efter att ha släppt två demos och spelat på festivaler blev bandet upptäckt av Kai Hansen (Gamma Ray/ex-Helloween) som erbjöd sig att producera deras nästa album. Skivan fick namnet Stormwarrior och spelades in i Hansen Studios i Hamburg. Den släpptes i juli 2002. Efter att Stormwarrior släppts fick bandet genast mer popularitet och turnerade runt på evenemang så som: Wacken Open Air, Gates of Metal och Motala Metal Festival tillsammans med Iron Savior. Strax därefter följde EP:n Heavy Metal Fire.
Även deras nästa album Nothern Rage spelades in i Hansen Studios och producerades av Kai Hansen. Det släpptes i juni år 2004. Strax efter releasen av Nothern Rage blev de inbjudna att vara förband till Gamma Ray under deras turné i Japan och under sommarens festivalspelningar (bl.a. på Wacken Open Air, Bloodstock, Earthshaker och Manowar's Magic Circle Festival). Inför denna turné föddes idén om att tillsammans med Kai Hansen framföra låtar från dennes tidigare karriär i Helloween, främst då låtar från tiden kring Walls of Jericho.
År 2008 gick Stormwarrior in i studion igen och började inspelningen av Heading Northe, men denna gång i bandets egen Thunderhall Studio. Mixen sköttes av Piet Sielck (Savage Circus, Iron Savior). Skivan släpptes i början av år 2008.

## Medlemmar
Nuvarande medlemmar
- Lars "Thunder Axe" Ramcke – sång (1998– ), gitarr (1998–2005, 2006– )
- Falko Reshöft – bakgrundssång (2002–2009), trummor (2002–2009, 2019– )
- Jens "Yenz Leonhardt" Arnsted – basgitarr, sång (2007–2017, 2019– )
- Björn Daigger – gitarr (2015– )

Tidigare medlemmar
- Tim "Hell Saviour" Zienert – basgitarr (1998–2001)
- André "Evil Steel" Schumann – trummor (1998–2002)
- Scott "Scythewielder" Bölter – gitarr (1998–2002)
- Gabriel "Hammerlord" Palermo – basgitarr (2001–2002)
- Jussi "Black Sworde" Zimmermann – basgitarr (2002–2007)
- Falko "Doomrider" Reshöft – trummor (2002–2009)
- David "Lightning Blade" Wiczorek – gitarr (2003–2006)
- Alex "Firebolt" Guth – gitarr (2005–2014)
- Hendrik Thiesbrummel – trummor, bakgrundssång (2009–2013)
- Jörg Uken – trummor (2013–2018)
- Connie "Connor" Andreszka – basgitarr (2017–2018)

Turnerande medlemmar
- Christian Münzner – gitarr (2014– )
- Kai Hansen – sång (2007–?)
- Christian Gripp – trummor (2012)
- Björn Daigger – gitarr (2014–2015)
- Yenz Leonhardt – basgitarr (2018)

## Diskografi

### Demo
- Metal Victory (1998)
- Barbaric Steel (1999)

### Studioalbum
- Stormwarrior (2002)
- Northern Rage (2004)
- Heading Northe (2008)
- Heathen Warrior (2011)
- Thunder & Steele (2014)
- Norsemen (2019)

### Livealbum
- At Foreign Shores - Live in Japan (2006)

### EP
- Spikes and Leather (2002)
- Heavy Metal Fire (2003)
- Odens Krigare (2004)

### Singlar
- "Possessed by Metal" (2001)

### Annat
- Wolfsnächte 2012 Tour EP (2011) (delad EP: Powerwolf / Mystic Prophecy / Stormwarrior / Lonewolf)